# Xel-Há
Xel-Há es un parque acuático ubicado en el estado de Quintana Roo, México y perteneciente al municipio de Cozumel. Se caracteriza por la caleta en la que el agua subterránea de la península de Yucatán se integra al Mar Caribe, conformando un espacio para la convivencia de diversas especies marinas y de agua dulce. Es por esta razón que Xel-Há es conocido por ser un acuario natural.

## Historia
El 16 de noviembre de 1994, los terrenos que hoy ocupan el parque fueron vendidos por el gobierno de Quintana Roo a un grupo de socios quienes emprendieron programas de turismo sustentable que una parte revirtieran el deterioro ambiental que sufría la caleta.
El parque se centra alrededor de la ensenada natural y la laguna, que se promociona como uno de los principales atractivos del parque que se forma con el fluir del río a través de las rocas mezclando aguas saladas con corrientes de agua dulce subterránea.

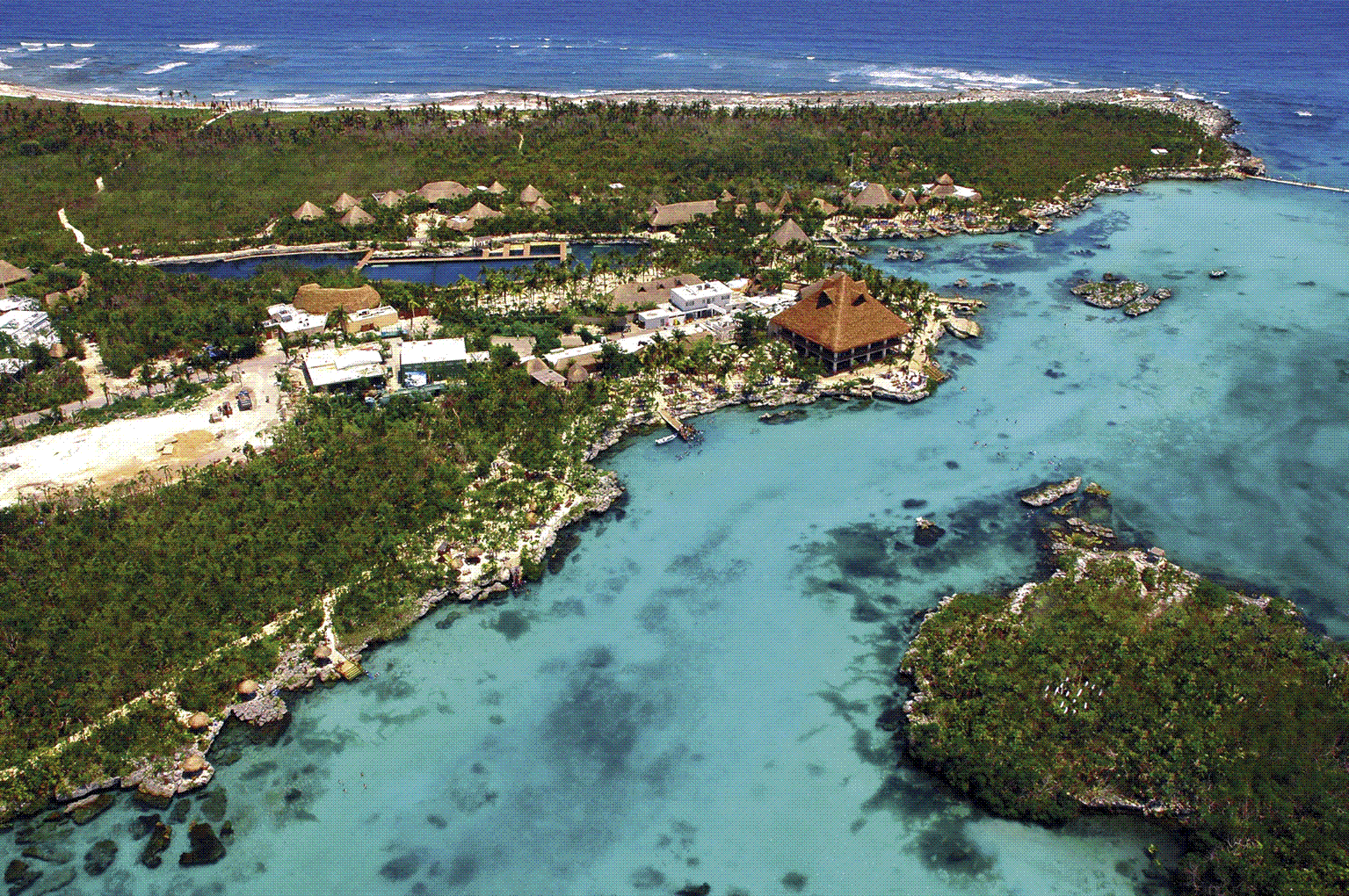
Vista de la bahía en donde se puede distinguir el color azul profundo del mar en el horizonte juntándose con el azul del cielo.

La caleta de Xel-Há es un acuario natural habitado por cientos de especies: como peces tropicales y una abundante flora. El parque también incluye una reserva de tortugas, donde constantemente se realizan investigaciones para conocer más sobre la vida marina y contribuir al mantenimiento ecológico de la zona.
Una valla de tiburones se extiende a lo largo de la entrada de la laguna, y el público puede nadar y bucear en la laguna. Debajo de la superficie, la piedra caliza se ha erosionado en una miríada de pequeñas cuevas y grutas.

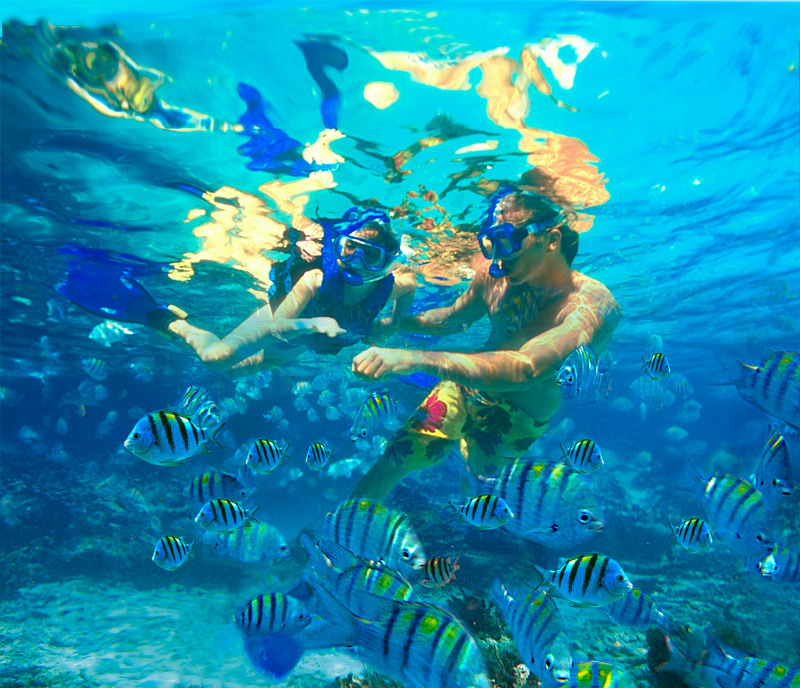
Turistas Snorkeleando en la caleta de Xel-Há

El parque temático ofrece una variedad de actividades acuáticas, como snorkel, buceo y nado con delfines.

## Sustentabilidad
A principios de 2014, Xel-ha se convirtió en el primer parque turístico del mundo en obtener la certificación EarthCheck Gold, en parte porque el parque invierte en programas de sostenibilidad, compra productos locales y capacita a su personal en el cuidado y preservación del medio ambiente.
Además, Xel-Ha sobresale en la conservación del hábitat. Xel-Ha retiene el 75% de su hábitat a través del Programa de Rescate, Reproducción y Reforestación de Plantas Nativas, iniciado en el 2000. Los viveros en Xel-ha ayudaron a contribuir a un esfuerzo masivo de reforestación de la empresa matriz Grupo Experiencias Xcaret, quien sembró más de 400.000 plantas en 18 meses. Casi la mitad de las nuevas plantas se colocaron en áreas públicas de Cancún y la Riviera Maya.